# Балов Павло Олександрович
Павло́ Олекса́ндрович Ба́лов — майор 8-го окремого полку спеціального призначення Збройних сил України.

## З життєпису
В мирний час частина базується у Хмельницькій області. Був серед тих, хто визволяли Краматорськ — особисто керував встановленням Державного прапора, та Слов'янськ. Підрозділ здійснив складну операцію після збиття терористами Ан-26, вдалося врятувати 8 пілотів.
У вересні 2014 року Краматорська міська рада не змогла присвоїти йому звання почесного громадянина Краматорська.

## Нагороди
Повний лицар ордена Богдана Хмельницького:
- I ступінь — 6 вересня 2016[1]
- II ступінь — 27 листопада 2014[2]
- III ступінь — 15 липня 2014[3]
- Народний Герой України (5 липня 2015)